# Чегель-Раз
Чегель-Раз (перс. چهل رز) — село в Ірані, у дегестані Бакерабад, в Центральному бахші, шахрестані Магаллат остану Марказі. За даними перепису 2006 року, його населення становило 96 осіб, що проживали у складі 29 сімей.

## Клімат
Середня річна температура становить 14,80°C, середня максимальна – 33,12°C, а середня мінімальна – -7,86°C. Середня річна кількість опадів – 191 мм.
| Клімат поселення                              | Клімат поселення | Клімат поселення | Клімат поселення | Клімат поселення | Клімат поселення | Клімат поселення | Клімат поселення | Клімат поселення | Клімат поселення | Клімат поселення | Клімат поселення | Клімат поселення | Клімат поселення |
| Показник                                      | Січ.             | Лют.             | Бер.             | Квіт.            | Трав.            | Черв.            | Лип.             | Серп.            | Вер.             | Жовт.            | Лист.            | Груд.            |                  |
| Середній максимум, °C                         | 10,63            | 13,38            | 18,34            | 24,20            | 28,78            | 32,01            | 33,12            | 32,29            | 28,68            | 22,91            | 16,72            | 10,49            |                  |
| Середня температура, °C                       | 1,39             | 4,14             | 9,08             | 14,96            | 19,54            | 22,77            | 26,71            | 25,88            | 22,28            | 16,49            | 10,32            | 4,08             |                  |
| Середній мінімум, °C                          | −7,86            | −5,1             | −0,16            | 5,72             | 10,29            | 13,54            | 20,31            | 19,47            | 15,86            | 10,10            | 3,90             | −2,32            |                  |
| Норма опадів, мм                              | 34               | 32               | 35               | 22               | 13               | 1                | 1                | 1                | 0                | 7                | 18               | 27               |                  |
| Середньомісячна швидкість вітру, м/с          | 1.41             | 2.10             | 2.61             | 2.97             | 2.80             | 2.60             | 2.63             | 2.40             | 2.20             | 2.11             | 1.58             | 1.58             |                  |
| Середньомісячна сонячна радіація, кДж/м²·день | 9875             | 13124            | 15643            | 18903            | 22710            | 26672            | 25791            | 24403            | 21399            | 16115            | 11652            | 9612             |                  |
| --------------------------------------------- | ---------------- | ---------------- | ---------------- | ---------------- | ---------------- | ---------------- | ---------------- | ---------------- | ---------------- | ---------------- | ---------------- | ---------------- | ---------------- |
| Джерело:                                      |                  |                  |                  |                  |                  |                  |                  |                  |                  |                  |                  |                  |                  |